# 柏英樹
柏 英樹（かしわ ひでき、1942年 - 2025年4月）は東京都出身のスポーツライターである。

## 人物
青山学院大学卒業。大学在学中はラグビー選手として、同ラグビー部の主将を務めていた。1964年、報知新聞社に入社し、スポーツ報知記者としてアマ・スポーツ記事を担当。1976年から読売ジャイアンツ番記者となり、特に長嶋茂雄への密着取材を長年行い、長嶋とその親族との親交も深いとされている。
1998年に報知新聞社を退社し、1999年からフリーのスポーツライターとして活動を開始する。引き続き長嶋への密着取材をするほか、アール・エフ・ラジオ日本の番組「柏英樹のG PLUS SPORTS」でディスクジョッキーを担当していた。
実弟はシンガー・ソングライターでロックバンド「サルサガムテープ」を主宰するかしわ哲。
子息は俳優の柏進。
2025年4月に死去。訃報は同年4月13日に子息の進の公式X（旧Twitter）で明らかにされた後、改めて長嶋茂雄が病没した日に実弟が主宰する「サルサガムテープ」公式X（旧Twitter）が長嶋への感謝の念を綴ったツイートの文中によって明らかにされた。

## 著書
- 『長島茂雄と王貞治：ON番記者の取材ノート』（グリーンアロー出版社(グリーンアロー・ブックス)、1981年）
- 『炎の指揮官長島が逆転する日：なぜミスターは球界のニューリーダーか』（中経出版、1982年）
- 『ラグビー最前線：ウェールズ戦、かく戦えり!』（二見書房(サラ・ブックス)、1983年）
- 『ライン際の攻防：熱闘早明ラグビー』（創隆社、1984年）
- 『江川卓のがむしゃらだけが人生じゃない：新しい男の行動コンセプト30』（中経出版、1988年）
- 『キヨシのいつも絶好調!』（中経出版、1989年）
- 『長島茂雄の「よっ!元気でいこう」：これからの男の生き方』（中経出版、1989年）
- 『監督・長嶋茂雄が勝利する日：ジャイアンツ新しい野球のすべて!』（中経出版、1993年）
- 『長嶋茂雄のリーダーシップ革命：できる管理職になるための24のヒント』（ジャパン・ミックス、1995年）
- 『長嶋野球が日本人を変える：奇跡と感動はなぜ生まれるのか』（青春出版社、1995年）
- 『ミスター! : 中間管理職長嶋茂雄の宿命』（小学館文庫、1999年）
- 『今こそ長嶋イズムを!：番記者33年の取材ノートより』（小学館(Clickシリーズ)、2008年）
- 『プロ野球選手になるには』（ぺりかん社(なるにはbooks)、2009年）
- 『がんばれキヨシ監督!!：メゲない中畑清横浜DeNA監督の闘い』（愛育社、2012年）
- 『不滅の師弟絆の物語：長嶋と松井の20年』（こう書房、2013年）